# محوطه چشمه دره
محوطه چشمه دره مربوط به سده‌های میانه دوران‌های تاریخی پس از اسلام است و در شهرستان گچساران، بخش باشت، دهستان کوه مره خامی، ۲ کیلومتری شمال روستای چشمه دره واقع شده و این اثر در تاریخ ۱۵ اسفند ۱۳۸۵ با شمارهٔ ثبت ۱۷۹۰۶ به‌عنوان یکی از آثار ملی ایران به ثبت رسیده است.